# جيسي بينكمان
جيسي بروس بينكمان (بالإنجليزية: Jesse Pinkman)‏ هو شخصية خيالية ظهرت في المسلسل الدرامي الأمريكي Breaking Bad. أبتكر الشخصية كاتب المسلسل فينس غيليغان ولعبها الممثل آرون بول. فاز بول بثلاث جوائز إيمي عن فئة (أفضل ممثل مساعد في مسلسل درامي) في 2010،2012 و2014.

## قصة حياة الشخصية

### خلفية
ولد جيسي بينكمان في 29 سبتمبر، 1984. لعائلة من الطبقة المتوسطة في مدينة ألباكركي، نيومكسيكو. عند بِدء أحداث المسلسل، كان جيسي مطروداً منذ فترةٍ طويلة من المنزل والديه بسبب تعاطيه للمخدرات ونمط حياته. بعد إجباره على مغادرة المنزل أنتقل جيسي إلى منزل عمته جيني، التي اعتنى بها حتى موتها بسبب السرطان. بعد ذلك، سُمح له بالبقاء في منزلها، الذي أنتقلت ملكيته إلى والدي جيسي.
كان جيسي طالباً ضعيفا في المدرسة الثانوية، غالباً بسبب عدم إنباهه وعدم مبالاته. والتر وايت (براين كرانستون)، الذي كان يناديه جيسي بـ «سيد وايت»، كان معلمه في مادة الكيمياء التي رَسب فيها بسبب نتائجه السيئة. أخبر والتر جيسي بأنه «لم يتعلم أي شيء» منه، بالرغم من أن أمه ذكرت أن والت «لا بد من أنه رأى قدرة ما في جيسي، لقد حاول تحفيزه فعلاً. كان من الأساتذة القلة الذين إهتموه بأمره». أظهر بينكمان لاحقاً قدرة ما، وهي قدرته على تصنيع الميث بنفسه حيث أعترف له والت على مضض بأن منتجه بنفس جودة منتج والت نفسه وأفضل من الذي أنتجه غايل بوتيكر، الحاصل على شهادة عليا في الكيمياء. في حلقة «Say My Name (أذكر إسمي)» أشار والتر إلى نفسه وبينكمان كـ «أفضل طباخان ميث في أمريكا».

### الجزء الأول
عندما شُخّص والت بسرطان الرئة وقرر صنع الميثامفيتامين من أجل تأمين دخل لعائلته، حاول تعلم عمل المخدرات غيرالقانوني من خلال مرافقته لعديله العميل في هيئة مكافحة المخدرات (دي إي إيه)،  هانك شريدر (دين نوريس)، في جولة. في أثناء عملية قبض على المخدرات، رأى جيسي يهرب من الموقع إلا أن شريك جيسي إميليو كوياما (جون كوياما) قد اعتُقل. لاحظ والت لاحقًا أن جيسي هو «كابتن كوك»، صانع ميث، يتحرى هانك عنه. استخدم والت سجلات الطلاب للوصول إلى جيسي، تلميذه السابق، البالغ من العمر 23 عامًا، وابتز والت جيسي ليتركه «يطبخ» في الجانب الإنتاجي لتجارة مخدرات جيسي غير القانونية.  خطط والت لاستخدام معرفته في الكيمياء لطبخ ميث مُسكر ويقوم جيسي فيما بعد بتوزيعه، أعطى جيسي 7.000$ لشراء سيارة عيش (آر في) استخدماها لاحقًا كمختبر ميث متحرك. أهدر جيسي معظم المال أثناء استمتاعه في حفل في نادي تعري، ولكن سمح له كريستيان (كومبو) أورتيغا (رودني راش) بشراء سيارة عيش عائلته البالية مقابل 1.400$.
بعد طبخ والت مجموعته الأولى من الميث، اندهش جيسي بجودتها، مطلقًا عليها أنقى ما رآه في حياته. اقترب من موزع الميث في ألباكوركي ابن عم دومينغو «كريزي 8 مولينا» (ماكسيمينو أرسينيغا)، ليقترح عليه التعامل معه. كان كريزي 8 مُريبًا ودفع هو وإمليو جيسي ليأخذهما إلى مقابلة والت. لاحظ إمليو وجود والت السابق مع هانك أثناء مداهمة للدي إي إيه، وحاول قتله، ولكنه أطلق غاز الفوسفين الذي قتل إمليو وجعل كريزي 8 عاجزًا، ما سمح لوالت بالهروب رفقة جيسي الغائب عن الوعي. عندما عادوا إلى البلدة، طلب جيسي من والت شراء وعاء بلاستيكي إذ خطط لإذابة جثة إمليو فيه باستخدام حمض الهيدروفلوريك. لم يستطع جيسي إيجاد وعاء كبير بما فيه كفاية، فأذاب الجثة في حوض استحمام الطابق العلوي لمنزل جيني، ما أحدث ثقبة في أرضية حوض الاستحمام وانسكب الباقي إلى رواق الطابق السفلي. بعد تنظيف الموقع وقتل كريزي 8، حاول والت وجيسي القيام بتوزيع الميث بنفسهما.
نقل جيسي ووالت مختبرهما من سيارة العيش إلى سرداب جيسي. أصبح منتجهما ذا وجود كبير وكاف في ساحة مخدرات ألباكوركي وأصبح محط تركيز تحريات هانك. كان والت غير راضٍ بكمية المال التي يجنيها جيسي كونه تاجرًا منخفض المستوى، فأقنع جيسي بالعثور على موزع رفيع المستوى. ساهم أحد أصدقاء جيسي، سكيني بيت (تشارلز بيكر)، في تواصل جيسي مع توكو سالامنكا (ريموند كروز)، أحد كبار تجار المخدرات المكسيكيين الناشطين في ألباكوركي. في لقائهم الأول، ضرب توكو جيسي لدرجة دخوله إلى المستشفى. بعد تشجيع والت لتوك على شراكة مربحة -ولو أنها غير مستقرة- وسع جيسي ووالت عملياتهما من خلال سرقة برميل كبير من الميثلامين. أمكنهما هذا من إنتاج المزيد من الميث المسكر بكميات أكبر.

## وصلات خارجية
- جيسي بينكمان على موقع AMC
- جيسي بينكمان في قاعدة بيانات الأفلام على الإنترنت